# Estádio Governador Magalhães Pinto
Das Estádio Governador Magalhães Pinto, kurz Mineirão genannt, steht im Stadtteil Pampulha der brasilianischen Millionenstadt Belo Horizonte, der Hauptstadt des Bundesstaates Minas Gerais. Es verfügt nach dem Umbau 2012 über eine Kapazität von 62.160 Zuschauern. Es ist nach dem früheren Gouverneur und Mitinitiator des Militärputsches von 1964 José de Magalhães Pinto (1909–1996) benannt.

## Geschichte
Das Mineirão war die Spielstätte der Clubs Cruzeiro Belo Horizonte und Atlético Mineiro, bei Großereignissen wird das Stadion auch von América Mineiro genutzt. Die brasilianische Fußballnationalmannschaft hat das Stadion auch bereits für Heimspiele genutzt. Cruzeiro trägt heute seine Heimspiele im Estádio Independência aus. Atlético Mineiro trägt seine Heimspiele im vereinseigenen Stadion Arena MRV aus.
Das im nördlichen Stadtteil Pampulha gelegene, staatseigene Estádio do Mineirão wurde von den Architekten Eduardo Mendes Guimarães Júnior und Caspar Garreto geplant. Vom Baubeginn 1963 bis zur Eröffnung 1965 waren etwa 5000 Personen an der Errichtung des Stadions beteiligt. Zur Einweihung spielte am 5. September 1965 eine Staatsauswahl gegen den argentinischen Spitzenclub River Plate. Der Spieler Buglê von Atlético Mineiro erzielte dabei vor 73.201 Zuschauern den Treffer zum 1:0-Erfolg.
Am 21. Dezember 1976 spielte der FC Bayern München vor 117.000 Zuschauern 0:0 gegen die Gastgeber Cruzeiro und sicherte sich damit den ersten Sieg im Weltpokal, nachdem er vier Wochen zuvor im Münchner Olympiastadion einen 2:0-Erfolg erzielte.
Der Besucherrekord von 132.834 – dabei hatten 56.618 Frauen und Kinder freien Zugang – wurde am 22. Juni 1997 im Final-Rückspiel der Staatsmeisterschaft von Minas Gerais zwischen Cruzeiro und Villa Nova AC aufgestellt, wobei Cruzeiro ein 1:0 zum Titel ausreichte. Seither musste die Kapazität aus Sicherheitsgründen reduziert werden.
Am 8. Juli 2014 fand im Stadion das später Mineiraço genannte Halbfinalspiel der Fußball-Weltmeisterschaft statt, in dem der spätere Weltmeister Deutschland die brasilianische Mannschaft mit 7:1 besiegte. Das Spielergebnis ist der bis heute höchste Sieg in einem WM-Halbfinale.
Das Stadion wird auch für kulturelle Veranstaltungen genutzt. Dieses führte Anfang des Jahres 2023 dazu, dass sich der Cruzeiro EC dazu entschloss, in dem Jahr keine Spiele in dem Stadion auszutragen. Klubeigner Ronaldo erklärte, dass er zu keiner Einigung mit dem Stadionbetreiber „Minas Arena“ über die finanziellen Modalitäten und Sicherheit von Terminen kommen konnte. Hintergrund waren diverse Terminüberschneidungen in der Saison 2022 mit anderen Veranstaltungen des Betreibers, für welche der Sportklub ausweichen musste, wodurch dem Klub wichtige Einnahmen fehlten. Damit sollten ein Jahr lang keine Fußballspiele im fünftgrößten Stadion Brasiliens stattfinden. Cruzeiro hatte zu dem Zeitpunkt Anspruch auf 54.000 der Tickets vor Ort und teilte sich die anderen 8.000 mit Minas Arena. Allerdings war der Verein für die Kosten des Spiels verantwortlich, einschließlich der Ausgaben für die Sicherheit, und hatte keinen Zugriff auf Einnahmen aus anderen Bereichen des Stadions, beispielsweise Bars und Parkplätzen.
Im Jahr 2023 war Mineirão die Bühne für das SummerTimes-Festival mit Jack Johnson. 2022 waren neben der Abschiedsshow von Milton Nascimento, Namen wie Metallica, Guns n’ Roses, Demi Lovato oder Gal Costa aufgetreten. 20 % der Einnahmen des Stadions 2022 stammten aus Konzerten und Veranstaltungen. Die 55 Fußballspiele in der Saison brachten rund 466 Millionen Real ein.

## Umbau für die WM 2014
Am 31. Mai 2009 gab der Fußball-Weltverband FIFA die für die Fußball-Weltmeisterschaft 2014 vorgesehenen zwölf Spielorte bekannt. Für das WM-Turnier wurde die Spielstätte komplett modernisiert. Nach der dafür notwendigen Renovierung (Entwurf: gmp), die rund 250 Millionen Euro kostete und nach dem Start Mitte 2010 im Dezember 2012 abgeschlossen wurde, besitzt das Stadion eine Kapazität von 62.160 Zuschauern. Am 21. Dezember 2012 wurde die WM-Spielstätte wiedereröffnet. Zur Ausstattung der Arena gehören zum Beispiel 90 VIP-Logen, ein Restaurant mit Blick auf das Spielfeld und Pressetribüne, 106 elektronische Drehkreuzanlagen, zwei Videoanzeigetafeln mit je einer Fläche von 98 Quadratmeter sowie eine Videoüberwachungsanlage mit 350 Kameras. Das Estádio Governador Magalhães Pinto ist das zweite fertiggestellte Stadion der Fußball-WM 2014.
Das erste Spiel im renovierten Mineirão fand am 3. Februar 2013 zwischen den Heimmannschaften Cruzeiro und Atlético statt. Am 9. Juni 2013 wurde ein Freundschaftsspiel zwischen den Nationalmannschaften von Brasilien und Frankreich ausgetragen, ehe Mitte Juni der FIFA-Konföderationen-Pokal 2013 gespielt wurde. Das Stadion von Belo Horizonte war auch Spielort des Fußballturniers der Olympischen Sommerspiele 2016.

## Eigentümer
Der Eigentümer des Stadions ist der Bundesstaat Minas Gerais. Dieser hat die Nutzungsrechte an die Firma Minas Arena bis 2037 verkauft. Die Firma hat die Möglichkeit den Vertrag bis 2045 zu verlängern.

## Spiele des Konföderationen-Pokals 2013
| Datum         | Runde      | Heim      | Gast    | Ergebnis  |
| ------------- | ---------- | --------- | ------- | --------- |
| 17. Juni 2013 | Vorrunde   | Tahiti    | Nigeria | 1:6 (0:3) |
| 22. Juni 2013 | Vorrunde   | Japan     | Mexiko  | 1:2 (0:0) |
| 26. Juni 2013 | Halbfinale | Brasilien | Uruguay | 2:1 (1:0) |

## Spiele der Fußball-Weltmeisterschaft 2014

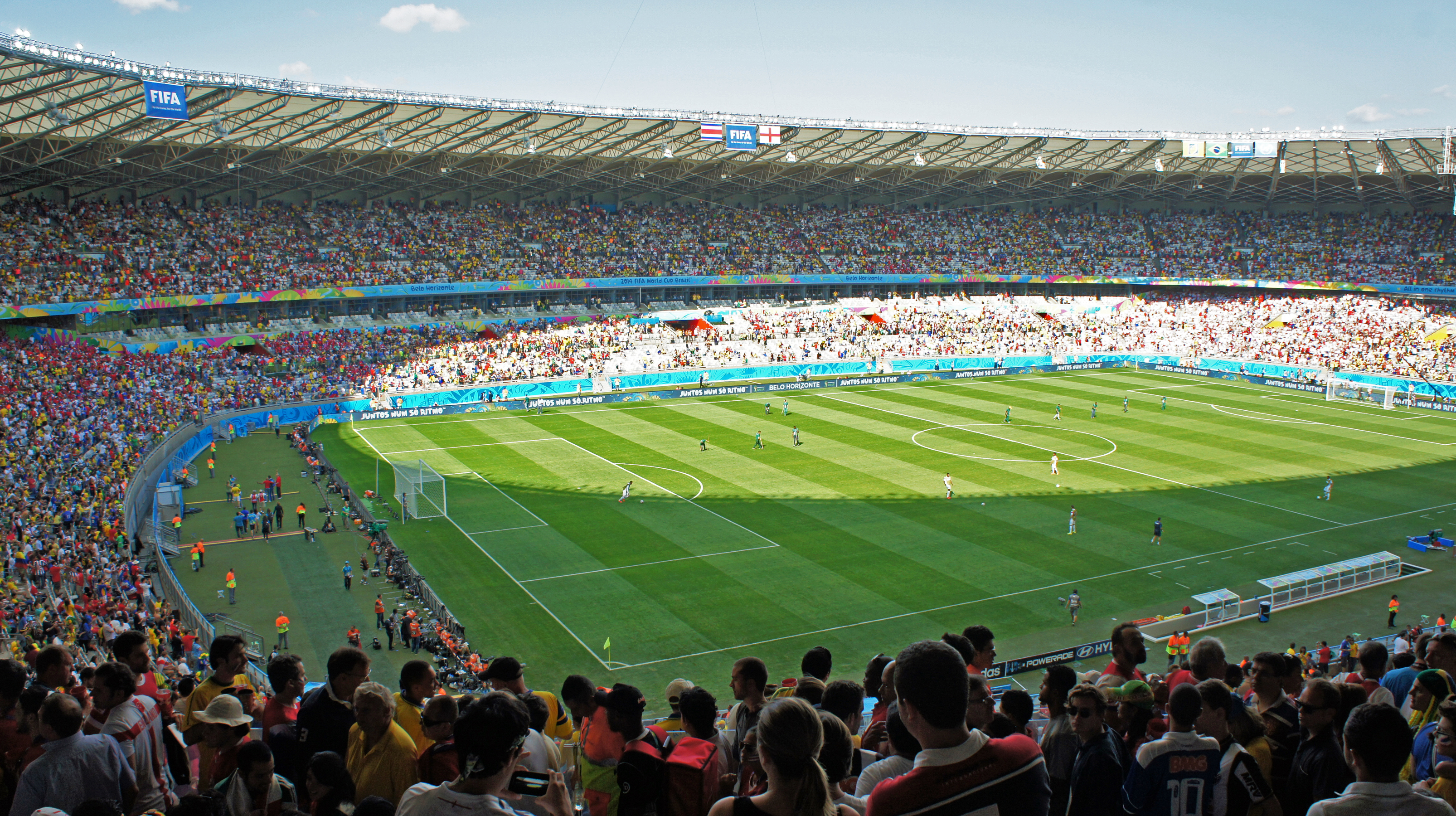
Innenansicht des Stadions während des WM-Spiels zwischen Costa Rica und England

Während der Weltmeisterschaft fanden folgende Spiele im Stadion statt:
|                                                                   |   |              |                                 |
| Sa., 14. Juni 2014 um 13:00 Uhr (18:00 Uhr MESZ) – Gruppe C       |   |              |                                 |
| Kolumbien                                                         | – | Griechenland | 3:0 (1:0)                       |
| Di., 17. Juni 2014 um 13:00 Uhr (18:00 Uhr MESZ) – Gruppe H       |   |              |                                 |
| Belgien                                                           | – | Algerien     | 2:1 (0:1)                       |
| Sa., 21. Juni 2014 um 13:00 Uhr (18:00 Uhr MESZ) – Gruppe F       |   |              |                                 |
| Argentinien                                                       | – | Iran         | 1:0 (0:0)                       |
| Di., 24. Juni 2014 um 13:00 Uhr (18:00 Uhr MESZ) – Gruppe D       |   |              |                                 |
| Costa Rica                                                        | – | England      | 0:0                             |
| Sa., 28. Juni 2014 um 13:00 Uhr (18:00 Uhr MESZ) – Achtelfinale 1 |   |              |                                 |
| Brasilien                                                         | – | Chile        | 1:1 n. V. (1:1, 1:1), 3:2 i. E. |
| Di., 8. Juli 2014 um 17:00 Uhr (22:00 Uhr MESZ) – Halbfinale 1    |   |              |                                 |
| Brasilien                                                         | – | Deutschland  | 1:7 (0:5)                       |